# Julia la Mayor (hermana de Julio César)

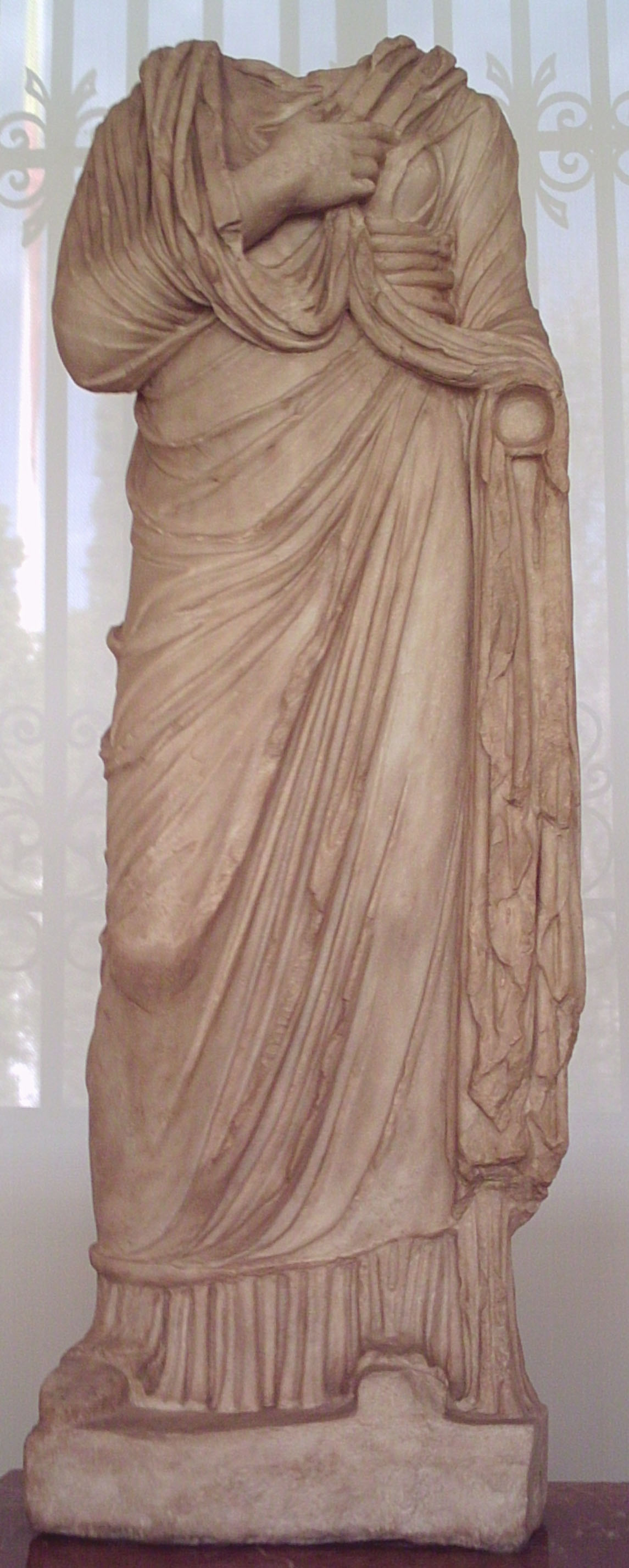
Escultura de una mujer romana.

Julia, también conocida como Julia Major o Julia la Mayor,  fue la hija mayor de Cayo Julio César y Aurelia.  Ella es conocida por ser la hermana del dictador Cayo Julio César.

## Familia
Julia fue la mayor de los tres hijos de Cayo Julio César y Aurelia.  No se conoce la fecha de su nacimiento, pero debió nacer antes de 101 a. C., cuando nació su hermana menor, siendo seguida por su hermano Gayo en el año 100 a. C. En esta época las mujeres no solían tener un praenomen a no ser que hubiera un gran número de hermanas en la familia, por lo que las hermanas eran conocidas como Julia la Mayor y Julia la Menor cuando era necesario diferenciarlas.
Poco se conoce de su vida, salvo que se casó dos veces: Con Lucio Pinario, miembro de una antigua familia patricia, y con Quinto Pedio, aunque se desconoce el orden de los matrimonios; tuvo descendencia con ambos cónyuges. Fue abuela de Lucio Pinario y Quinto Pedio, quienes junto a su primo, Cayo Octavio, nieto de Julia la Menor, fueron nombrados herederos de César en su testamento. Tito Pinario, amigo de Cicerón, fue probablemente otro nieto y hermano de Lucio. Algunos académicos proponen que Lucio Pinario y Quinto Pedio eran hijos de Julia y no sus nietos.
La madre de César y una de sus hermanas testificaron contra Publio Clodio Pulcro cuando fue acusado de impío en 61 a. C., pero se desconoce si era Julia Mayor o Menor. La esposa de César, Pompeya, se había ofrecido como voluntaria para ser anfitriona del festival de la Bona Dea, al cual los hombres tenían prohibido acudir. Durante el festival, Clodio se infiltró en la casa y se disfrazó de mujer, supuestamente para seducir a Pompeya. Aunque Clodio fue absuelto, el incidente obligó a César, entonces Pontífice máximo, a divorciarse de Pompeya, afirmando que esta no debía estar siquiera bajo sospecha